# Sam Bosma
Pour les articles homonymes, voir Bosma.
Sam Bosma (né en 1986) est un auteur de bande dessinée et illustrateur américain spécialisé dans l'heroic fantasy.

## Distinction
- 2014 : Prix Ignatz du meilleur auteur pour Fantasy Basketball
- 2016 : Prix Ignatz du meilleur comic book pour Fantasy Sports no 1

## Publications en français
- Fantasy Sports, Gallimard :

1. Fantasy Sports 1 (trad. Julie Lopez), 2015  (ISBN 9782070666461).
2. Les Rebelles de Barbel Bay (trad. Julie Lopez et Olivier Perez), 2016  (ISBN 9782070666478).
3. Le Roi vert, 2018  (ISBN 9782070666485).